# Lilia Arțiuhovici
Lilia Arțiuhovici (în belarusă Лілія Арцюховіч) (n. 21 august 1987, Minsk, RSS Bielorusă, URSS), este o handbalistă din Belarus care evoluează pe postul de intermediar stânga. La începutul anul competițional 2014-2015 ea a jucat la campioana României HCM Baia Mare, în Liga Națională. Pe data de 9 octombrie 2014, clubul băimărean a anunțat că handbalista „nu s-a acomodat cu cerințele campioanei României”, iar contractul cu aceasta a fost reziliat de comun acord. În comunicatul HCM Baia Mare s-a mai precizat că „pentru handbalista din Belarus a venit o ofertă din partea clubului RK Krim Mercator, care a fost acceptată”. În sezonul 2016-2017, Arțiuhovici joacă pentru echipa BNTU Minsk din Belarus.
Arțiuhovici este componentă a echipei naționale a Belarusului.

## Biografie
Arțiuhovici a început să joace handbal cu profesorul A. S. Țvetkov, iar primul ei club a fost Arkatron Minsk, unde a evoluat începând din 2002. În 2005, ea s-a transferat la principala echipă din capitala Belarusului, BNTU Minsk. După doar un sezon, Arțiuhovici a ajuns în Ucraina, la „Galiceanka” Lvov, unde a jucat până în 2009.
În 2009, Lilia Arțiuhovici a revenit pentru un an competițional în Belarus, la BNTU Minsk, iar în 2010 s-a transferat în Rusia, după ce a semnat un contract cu KSK Luci Moscova. Peste doi ani, ea a semnat cu Astrahanocika Astrahan, iar după încă un an, cu Zvezda Zvenigorod. Cu Zvezda, Arțiuhovici a câștigat Cupa Rusiei și a ajuns până în finala Cupei Cupelor EHF.

## Palmares
- Cupa Cupelor EHF: 
  - Finalistă: 2014

- Cupa EHF: 
  - Sfertfinalistă: 2013

- Cupa Rusiei: 
  -  Câștigătoare: 2014